# Snöskoterhjälm

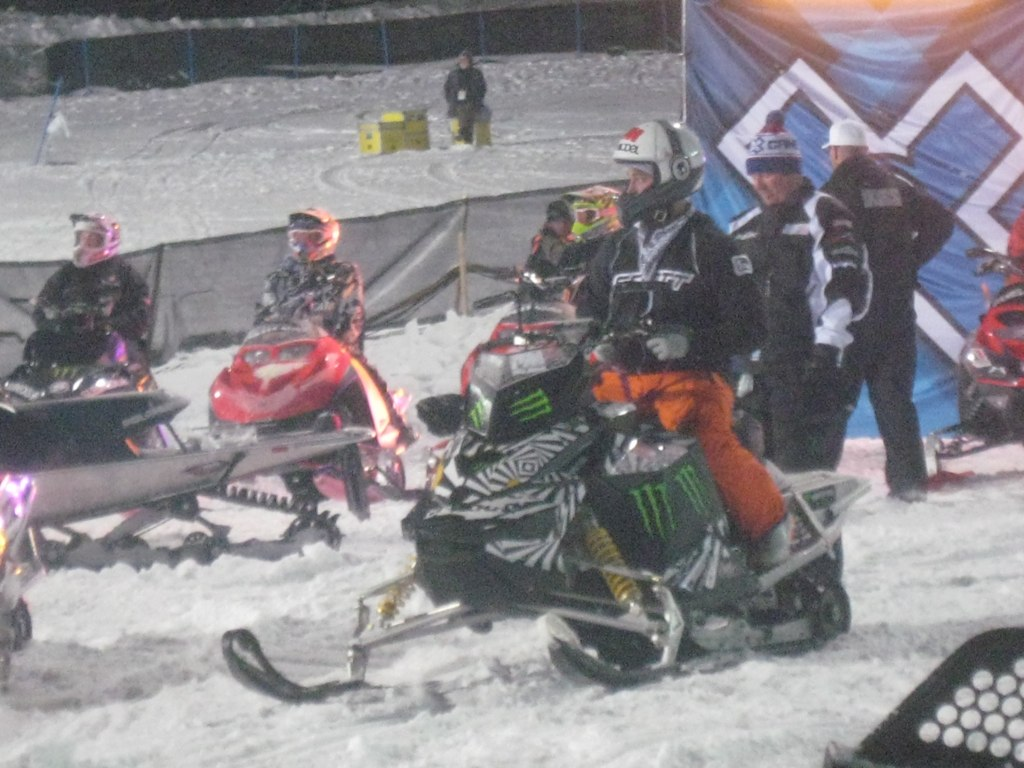
Exempel på en snöskoterhjälm.

En snöskoterhjälm är en typ av hjälm som är anpassad för att användas av snöskoterförare. Det primära syftet med en snöskoterhjälm är ökad säkerhet och skydd. Hjälmen förhindrar eller minskar huvudskadan och kan rädda förarens liv vid en olycka.